# Haliclystus tenuis
Haliclystus tenuis är en nässeldjursart som beskrevs av Kamakiche Kishinouye 1910. Haliclystus tenuis ingår i släktet Haliclystus och familjen Lucernariidae. Inga underarter finns listade i Catalogue of Life.